# 138e régiment d'infanterie territoriale
 (mars 2024).
La mise en forme du texte ne suit pas les recommandations de Wikipédia : il faut le « wikifier ».
Les points d'amélioration suivants sont les cas les plus fréquents. Le détail des points à revoir est peut-être précisé sur la page de discussion.
- Les titres sont pré-formatés par le logiciel. Ils ne sont ni en capitales, ni en gras.
- Le texte ne doit pas être écrit en capitales (les noms de famille non plus), ni en gras, ni en italique, ni en « petit »…
- Le gras n'est utilisé que pour surligner le titre de l'article dans l'introduction, une seule fois.
- L'italique est rarement utilisé : mots en langue étrangère, titres d'œuvres, noms de bateaux, etc.
- Les citations ne sont pas en italique mais en corps de texte normal. Elles sont entourées par des guillemets français : « et ».
- Les listes à puces sont à éviter, des paragraphes rédigés étant largement préférés. Les tableaux sont à réserver à la présentation de données structurées (résultats, etc.).
- Les appels de note de bas de page (petits chiffres en exposant, introduits par l'outil «  Source ») sont à placer entre la fin de phrase et le point final[comme ça].
- Les liens internes (vers d'autres articles de Wikipédia) sont à choisir avec parcimonie. Créez des liens vers des articles approfondissant le sujet. Les termes génériques sans rapport avec le sujet sont à éviter, ainsi que les répétitions de liens vers un même terme.
- Les liens externes sont à placer uniquement dans une section « Liens externes », à la fin de l'article. Ces liens sont à choisir avec parcimonie suivant les règles définies. Si un lien sert de source à l'article, son insertion dans le texte est à faire par les notes de bas de page.
- La présentation des références doit suivre les conventions bibliographiques. Il est recommandé d'utiliser les modèles {{Ouvrage}}, {{Chapitre}}, {{Article}}, {{Lien web}} et/ou {{Bibliographie}}. Le mode d'édition visuel peut mettre en forme automatiquement les références.
- Insérer une infobox (cadre d'informations à droite) n'est pas obligatoire pour parachever la mise en page.

Pour une aide détaillée, merci de consulter Aide:Wikification.
Si vous pensez que ces points ont été résolus, vous pouvez retirer ce bandeau et améliorer la mise en forme d'un autre article.
Le 138e régiment d'infanterie territoriale est une unité d'infanterie territoriale de l'armée de terre française qui a participé à la Première Guerre mondiale.

## Création et différentes dénominations
Le régiment reçoit son numéro par décret du 19 mars 1875. Il doit être formé à La Rochelle en cas de mobilisation.

## Chefs de corps
- août 1914 - janvier 1916 : lieutenant-colonel Prosper Hippolyte Bruyelle[2]

## Historique des garnisons, combats et batailles

### Première Guerre mondiale

#### Affectations
Après la mobilisation en août 1914, le régiment regroupe 3 102 militaires, âgés, dont 39 officiers, répartis en trois bataillons.
L'état-major du régiment disparait le 31 janvier 1916.

#### 1erbataillon

##### 1914
Août: en garnison à La Rochelle

16 août: le lieutenant-colonel Bruyelle présente le drapeau sur la place d’Armes de La Rochelle.
"Rappelez vous que l’armée territoriale doit être comme la Vieille Garde de la France, prête à se dévouer, s’il le fallait, pour voler au secours de l’armée active et de sa réserve qui vous donne un si bel exemple de courage et d’entrain."
17 août: cantonnement à Marigny-les-Usages.
Septembre: cantonnement à la caserne Exelmans de Bar-le-Duc. Effectif de 12 Officiers, 971 Hommes. La 1er compagnie part pour Verdun. La 2e compagnie assainit le champ de bataille des communes de Laimont et de Villers-aux-Vents. La 3e compagnie participe à l’assainissement du champ de bataille aux environs de Bar-le-Duc.

21 novembre: ordre nr 4613 du général commandant en chef, le bataillon fournit 100 hommes au 167e régiment d'infanterie. Dans sa lettre du 24 novembre, Hippolyte Benéteau écrit:
"Nous devons renforcer la 167e RI, nous partons soixante-quinze par compagnie. Cela ne veut pas dire que nous serons plus en danger, mais ça pourra peut-être venir car comme tu vois c’est très long. Tous les jours, il faut des hommes "
Décembre: cantonnement à Choignes.

##### 1915
Du 17 janvier 1915 au 1er mars 1915: cantonnement à Châtillon-sur-Seine.
Du 1er mars au 20 avril 1915: cantonnement à Chaumont.
Du 21 avril 1915 au 27 novembre 1915: cantonnement à Mourmelon.
Novembre: cantonnement à Bar-le-Duc, Clermont-en-Argonne, Sainte-Ménehould.
26 décembre 1915: tout le Bataillon se regroupe à Bar-le-Duc.

##### 1916
12 février:  le 1er bataillon devient Bataillon d'étapes.

##### 1917
13 avril: par ordre du G. A. C. le 1er bataillon, stationné à Bar-le-Duc, est mis à la disposition de la IVe Armée. Cantonnements : Bouy, Billy-le-Grand, La Veuve, Saint-Étienne-au-Temple.
11 juin: l'État-major, les 3e et 4e compagnies sont affectées à Bar-le-Duc, au service de place; les 1er et 2e compagnies sont affectées à Châlons-sur-Marne.

##### 1918
Du 12 juin 1917 au 5 avril 1918, des éléments du bataillon sont désignés pour être mis à la disposition des Ponts et Chaussées du département de La Meuse ; d'autres à Gault-la-Forêt et à La Forestière; d’autres participent au service routier de la IVe Armée à Bazincourt et à Saint-Amand.
5 avril: ensemble du bataillon rassemblé à Bar-le-Duc.
23 avril: cantonnement à Calais, camp du Petit-Gourgain.
2 mai: cantonnement à la caserne Guilleminot à Dunkerque.

##### 1919
Le bataillon reste à Dunkerque jusqu'à sa dissolution le 1er janvier pour les 2e, 3e et 4e compagnies et le 20 janvier pour la 1er compagnie.

#### 2ebataillon

##### 1914
Août: en garnison à La Rochelle
16 août: le lieutenant-colonel Bruyelle présente le drapeau sur la place d’Armes de La Rochelle.
17 août: cantonnement à Marigny-les-Usages
Septembre: cantonnement à la caserne Exelmans de Bar-le-Duc.
Décembre: cantonnement à Revigny.

##### 1915
12 janvier: cantonnent à Sainte-Menehould.
17 février: cantonnent à Laville-aux-Bois.
7 avril: cantonnent à Billy-le-grand. La 7e compagnie est à Suippes à la disposition de la 60e Division.
27 juillet; le 2e Bataillon occupe les emplacements suivants : la 5e compagnie à Bouy ; la 6e compagnie à Saint-Hilaire-au-Temple ; la 7e compagnie à Mourmelon-le-Petit ; la 8e à Cuperly.
5 novembre: le 2e Bataillon occupe les emplacements suivants : État-major, à Saint-Hilaire-au-Temple ; 5e compagnie à Suippes ; 6e compagnie à Saint Hilaire-au-Temple ; 7e compagnie à Binssy-le-Château ; 8e compagnie à Cuperly.
28 novembre: cantonnement à Suippes - Somme-Tourbe.

##### 1916
6 juillet: cantonne à Longueau, Cuperly, Boves.

##### 1917
30 janvier: cantonne à Fere-en-Tardenois et à Seringues.
Février:  s'installent dans le camp du Saponay.
23 février: le Bataillon, en application des prescriptions de la Circulaire 7818 du Grand Quartier Général, devient Bataillon de campagne.
Juillet: cantonne à Waayenberg  (Belgique)
19 juillet, le Bataillon devient «Bataillon de Travailleurs »
2 septembre, tout le Bataillon a quitté le camp de Hiedebeck et est rassemblé dans les baraquements du camp de « IN DEN HOOGEN »

#### 1918
4 février: débarque à Héricourt (Haute-Saone). Il cantonne à Beauvillars.
26 mars: débarque à Tricot (Oise) puis  bivouaque près de Ravenel.
28 mars: cantonne à Montigny-en-Chaussée (Oise)
7 novembre: embarque et prend la direction de Dunkerque. Le Bataillon débarque à Roulers (Belgique) et y cantonne.
17 décembre: évacue le cantonnement et se transporte à Haren (Nord-est de Bruxelles)

##### 1919
Dissout le 6 janvier 1919.

#### 3ebataillon

##### 1914
Août: en garnison à La Rochelle

16 août: le lieutenant-colonel Bruyelle présente le drapeau sur la place d’Armes de La Rochelle. Le caporal Maurin, 3e bataillon, 11e compagnie témoigne de son départ de La Rochelle:
"Nous partons de La Rochelle le soir. Nous prenons le train à 20h30. À l’arrêt à Niort, nous remarquons que la population est massée aux abords de la gare pour nous voir passer. Elle nous distribue tout ce qu’elle peut pour nous être agréable, des friandises, de la nourriture.

Une jeune fille dévouée nous donne pendant une demi-heure du vin et des boissons rafraîchissantes, plus de trente hectolitres. Nous repartons. Le 18, à Saumur le matin, on note le même enthousiasme des habitants. Arrivés à Blois à 12 heures, nous nous arrêtons 2 heures pour prendre un peu de ravitaillement. Nous parvenons à Orléans vers 4h30 de l’après-midi..."
17 août: cantonnement à Vennecy.
1er octobre: débarque à la caserne Dejean à Amiens.
24 novembre: un renfort d'Hommes et de Gradés des Classes 98 et 99 est dirigé sur le 167e régiment d’Infanterie à Toul.

##### 1915
28 février:  cantonne à Luzy.
Mars: cantonne à Châlon-sur-Marne.
Avril: cantonne à Somme-Tourbe.
19 avril:  se rendent à la ferme Piemont (camp de Châlons)
8 août: cantonne à  Dommartin-Lethee.
6 septembre: quitte son cantonnement et va s'embarquer à Sommesous, à destination de Suippes.
31 octobre: s'embarque pour Cheniers.
4 décembre: s'embarque, par étapes, pour  Francheville, Courtissolles, Posesse, où il se met à la disposition du service routier départementale, les routes de cette région de Champagne.

##### 1916
25 juin: le Bataillon quitte Fleury-sur-Aire pour Belfort
20 août: le Bataillon s'embarque à Belfort pour Marœil-sur-Ourcq.

##### 1917
Dissout le 11 mars 1917.

## Faits et anecdotes
Le 1er mai 1916, explosion de la poudrerie Vandier et Despret installée à La Pallice (La Rochelle). Elle cause la mort de 177 personnes et fait plus de 150 blessés. De nombreux soldats du 138e régiment d'infanterie territoriale périrent dans cette catastrophe en tant que "détachés de l'article 6" comme ouvriers à la poudrerie. À noter qu'en raison de cet article, ces soldats ne furent pas considérés comme "morts pour la France".
La pratique du tir à La Rochelle est née voici plus d’un siècle, le 1er août 1899 sous le nom de « Société mixte de tir du 138° R.I.T »

## Galerie

La 1re Compagnie du Régiment d'Infanterie Territoriale à Boigny-sur-Bionne, près d'Orléans, en septembre 1914.
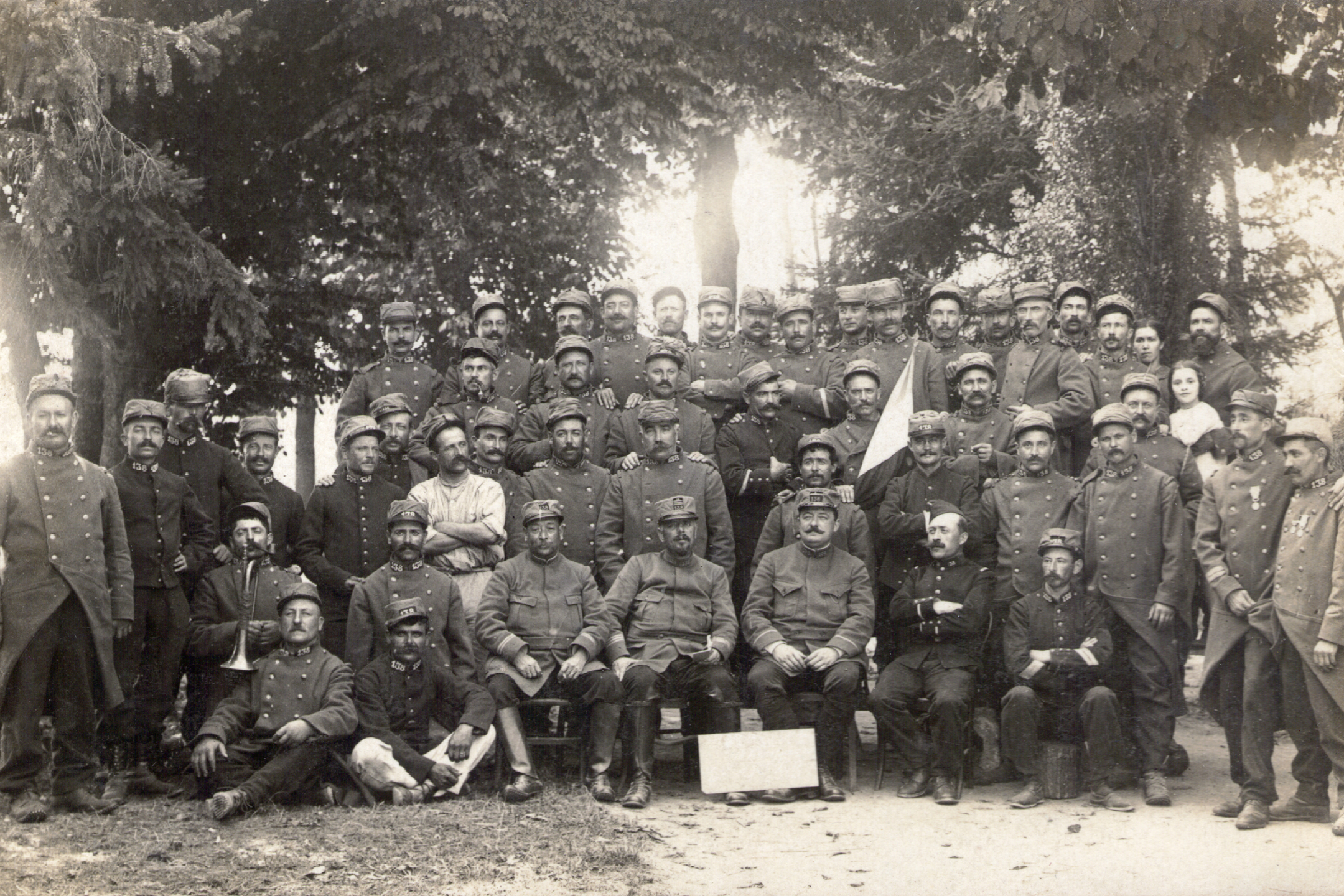
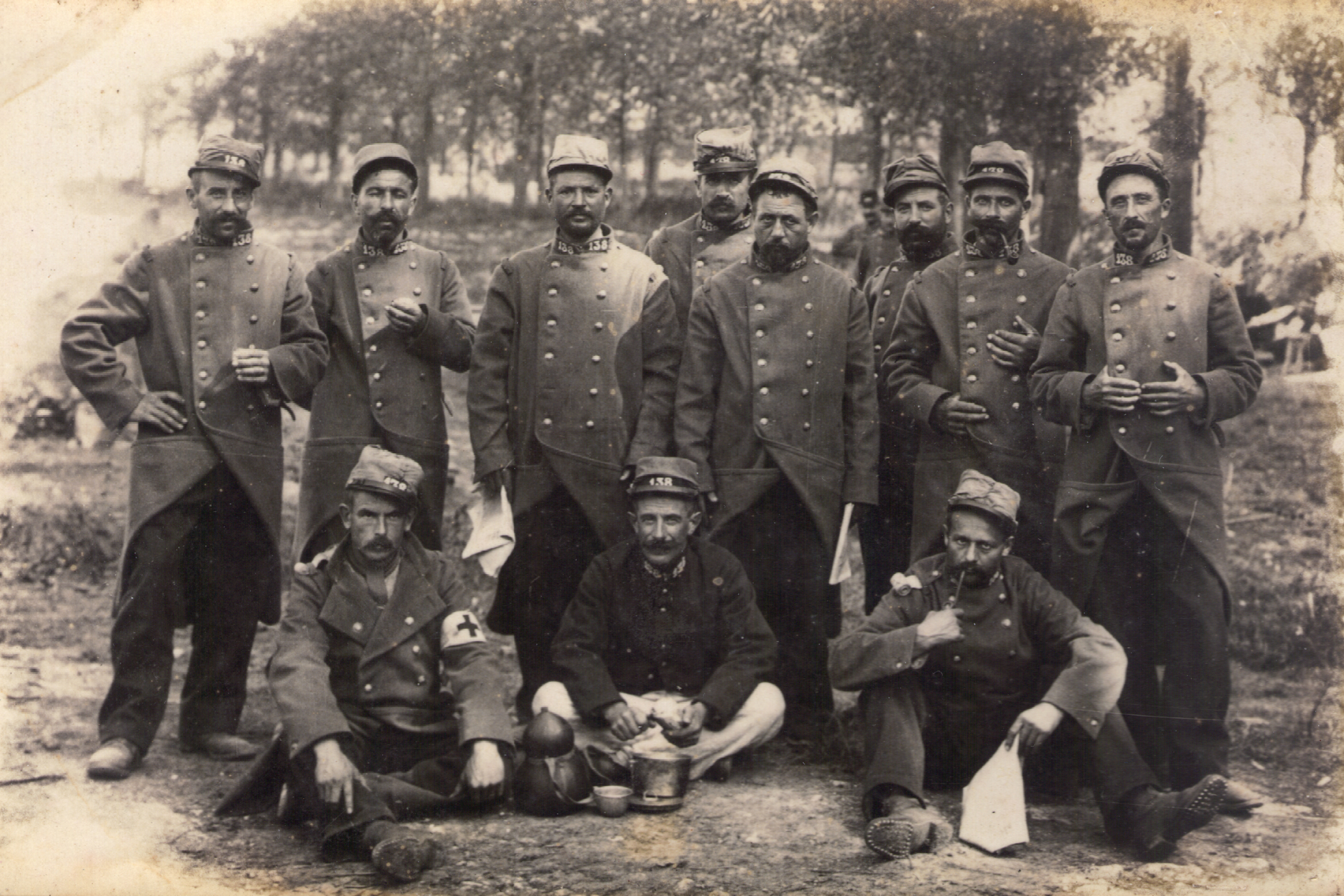
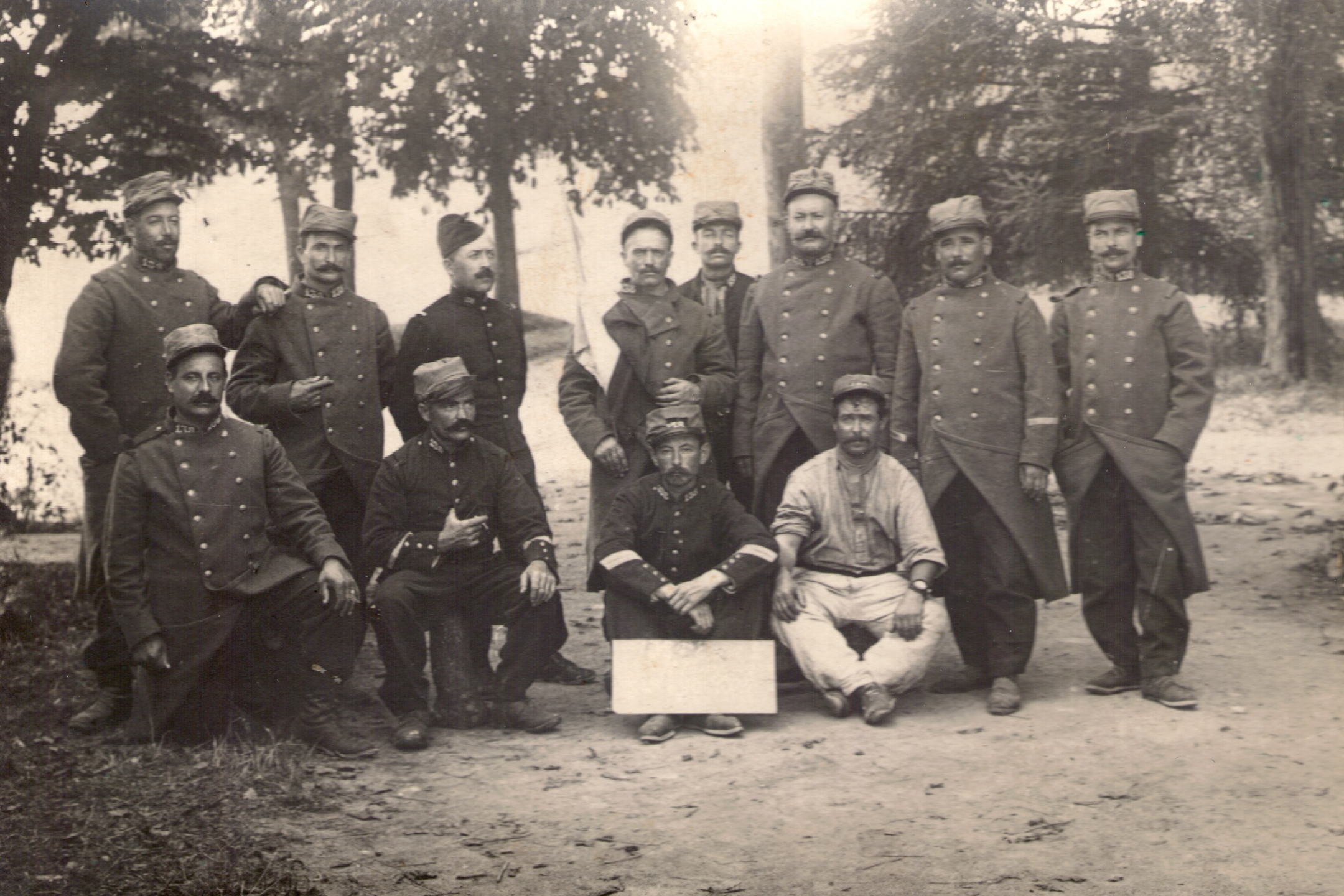

- La 1re Compagnie du 138e Régiment d'Infanterie Territoriale à Boigny-sur-Bionne, près d'Orléans, en septembre 1914.

La 3e compagnie du 2e bataillon du 138e Régiment d'Infanterie Territoriale à Bar-le-Duc, en octobre 1914.

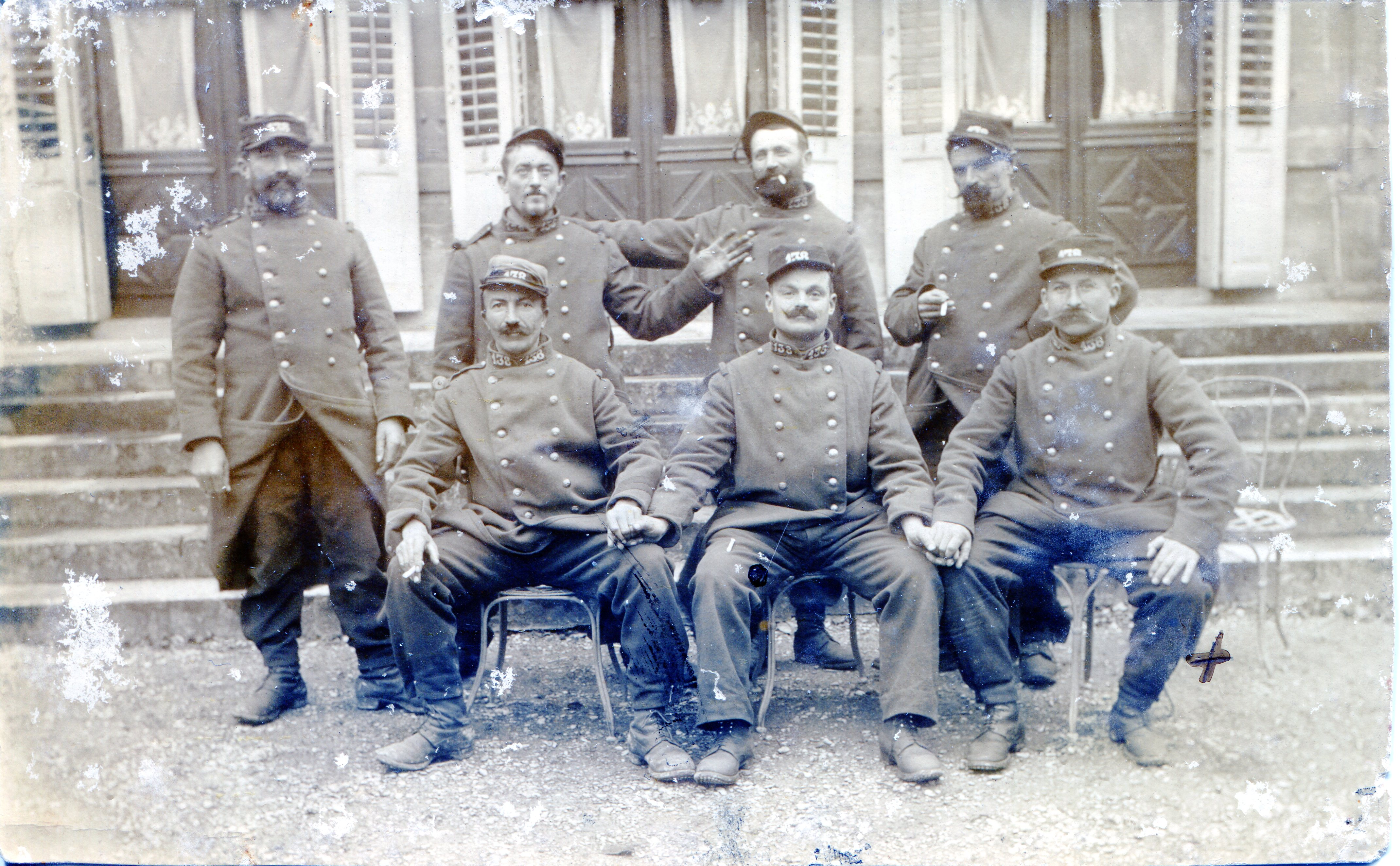
Le 19 octobre 1914, Hippolyte Beneteau envoi a sa famille une carte de sa compagnie. Il est rang du bas 1er a droite[13].
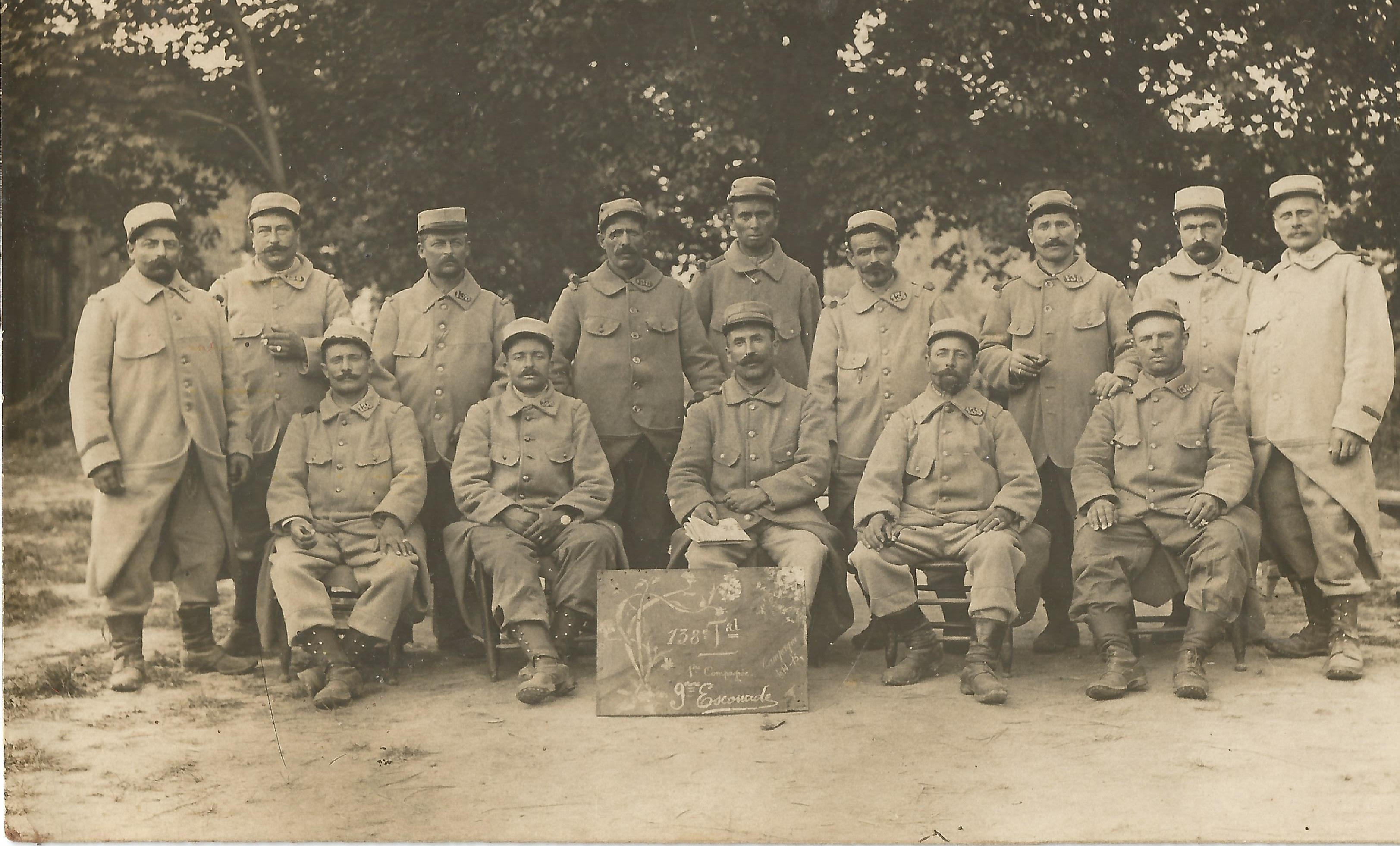
Le sergent Cyrille HILLAIRET, du 138 RIT envoi une carte de sa compagie à sa fille. Il est au premier rang au centre

## Drapeau
Il ne porte aucune inscription.

### Sources et bibliographie
- Historique du 138e régiment territorial d'infanterie, Paris, Librairie Chapelot (lire en ligne)
- William Benéteau, Senones, Edition Edhisto, 5 avril 2022, 152 p.  (ISBN 978-2-35515-044-9) [lire en ligne] ouvrage retraçant le parcours d'un poilu du 138 RIT passé à l'active au sein du 167 RI